# Розел (Канзас)
Розел (енгл. Rozel) град је у америчкој савезној држави Канзас.

## Демографија
По попису из 2010. године број становника је 156, што је 26 (-14,3%) становника мање него 2000. године.
| Група             | 2000.       | 2010.       |
| Белци             | 175 (96,2%) | 149 (95,5%) |
| Афроамериканци    | 0 (0,0%)    | 0 (0,0%)    |
| Азијати           | 0 (0,0%)    | 0 (0,0%)    |
| Хиспаноамериканци | 2 (1,1%)    | 7 (4,5%)    |
| Укупно            | 182         | 156         |